# 冨永章胤
冨永 章胤（とみなが あきつぐ、2005年3月27日 - ）は、日本のファッションモデル、俳優、YouTuber。東京都出身。有限会社エクザイルスハイプ所属。

## 略歴
デビュー以前は芸能界にまったく興味がなく、普通に平和に暮らしていければいいやという考えだったが、身長を母親である冨永愛から受け継ぎ、一番向いている仕事として考えたのがモデル業だったのでやろうと決めた。その時にちょうどモデルの話をもらいモデルデビューした。
2023年、『MEN'S NON-NO』のオーディションに母親である冨永愛から勧められもっと真剣にモデルとして活動したいと思い応募し、グランプリを受賞し、専属モデルとなった。

## 人物
- 趣味と特技は、空手・ゲーム・スキー[1]。

## 出演

### テレビドラマ
- 大奥 Season2「幕末編」（2023年11月14日 - 21日、NHK 総合） - 池谷 役[6]

### 広告
- GAP「GapのHOLIDAY 22」ビジュアルモデル（2022年）[7]

### ランウェイ
- 第36回 マイナビ 東京ガールズコレクション 2023 S/S（2023年3月4日、東京・国立代々木競技場第一体育館）[8]
- 超十代 －ULTRA TEENS FES－ 2023＠TOKYO （2023年3月30日、東京・渋谷ヒカリエホール）[9]
- Rakuten GirlsAward 2023 AUTUMN／WINTER （2023年9月30日、千葉・幕張メッセ）[10]

## 書籍

### 雑誌
- MEN'S NON-NO（2023年、集英社） - 専属モデル